# Герреро (муниципалитет Тамаулипаса)
Герреро (исп. Guerrero) — муниципалитет в Мексике, штат Тамаулипас с административным центром в городе Нуэва-Сьюдад-Герреро. Численность населения, по данным переписи 2010 года, составила 4477 человек.

## Общие сведения
Название Guerrero дано в честь второго президента Мексики — Висенте Герреро.
Площадь муниципалитета равна 2442 км², что составляет 3,04 % от общей площади штата, а наивысшая точка — 140 метров, расположена в поселении Серритос.
Он граничит с другими муниципалитетами штата Тамаулипас: на севере с Нуэво-Ларедо, на юге с Мьером, на западе с другим штатом Мексики — Нуэво-Леоном, а на востоке проходит государственная граница с Соединёнными Штатами Америки.

## Учреждение и состав
Муниципалитет был образован в 1829 году, в его состав входит 36 населённых пунктов, самые крупные из которых:
| Код INEGI | Населённый пункт                                                                  | Численность населения (2005 год) | Численность населения (2010 год) |
| --------- | --------------------------------------------------------------------------------- | -------------------------------- | -------------------------------- |
| 014       | Всего                                                                             | 3861                             | 4477                             |
| 0001      | Нуэва-Сьюдад-Герреро (исп. Nueva Ciudad Guerrero) 26°33′58″ с. ш. 99°13′38″ з. д. | 3674                             | 4312                             |
| 0564      | Ла-Монтура (исп. La Montura) 26°51′08″ с. ш. 99°19′56″ з. д.                      | 5                                | 51                               |
| 0171      | Лос-Гонсалес (исп. Los González) 26°54′39″ с. ш. 99°43′19″ з. д.                  | 2                                | 18                               |
| 0042      | Эль-Ногаль (исп. El Nogal) 27°13′41″ с. ш. 99°26′47″ з. д.                        | н/д                              | 15                               |

## Экономика
По статистическим данным 2000 года, работоспособное население занято по секторам экономики в следующих пропорциях: сельское хозяйство, скотоводство и рыбная ловля — 30,5 %, промышленность и строительство — 23 %, сфера обслуживания и туризма — 44,8 %, прочее — 1,7 %.

## Инфраструктура
По статистическим данным 2010 года, инфраструктура развита следующим образом:
- электрификация: 98,5 %;
- водоснабжение: 97,3 %;
- водоотведение: 93,1 %.